# Guaviyú de Arapey
Guaviyú del Arapey es una localidad uruguaya del departamento de Salto, municipio de Colonia Lavalleja.

## Ubicación
La localidad se encuentra situada en la zona noreste del departamento de Salto, sobre la cuchilla de los Arapeyes, y junto al camino departamental que recorre dicha cuchilla, próximo a la cañada del Guaviyú (afluente del río Arapey Chico). A ella se accede desde el km 113 de la ruta 4, de la cual dista 27 km.

## Población
Según el censo de 2011 la localidad contaba con una población de 101 habitantes.
| --            | 63 | 101 |
| (Fuente: INE) |    |     |